# Église de la Parigorítissa
L’église de la Parigorítissa (en grec moderne : Παναγία ἠ Παρηγορήτισσα, « Notre-Dame-de-la-Consolation ») fut fondée au XIIIe siècle et devint le siège du métropolite grec orthodoxe à Arta, capitale de ce qui était alors le despotat d’Épire. 

## Historique
Après la chute de Constantinople aux mains des croisés en 1204, l’Empire byzantin fut scindé entre un éphémère Empire latin et quelques États successeurs dont certains subsistèrent après la reconquête de Constantinople par Michel VIII Paléologue en 1261. L’un de ces États était l’Épire, où le despote Nicéphore Ier Comnène Doukas (r. 1267-1296), fier de l’indépendance politique acquise depuis deux générations, était aussi profondément attaché à la foi orthodoxe. Celui-ci avec sa femme, Anne Cantacuzène et leur fils firent élever l’église Notre-Dame-de-la Consolation ou Vierge de la Consolation. En raison de difficultés financières, l’église fit faillite et devint une dépendance (metochion) du monastère de Kato Panagia. Elle est mentionnée comme couvent de femmes dans un décret du Patriarche Jérémie II en 1578. 
De 1973 à 2009, l’église abrita le Musée archéologique d’Arta.

## Architecture

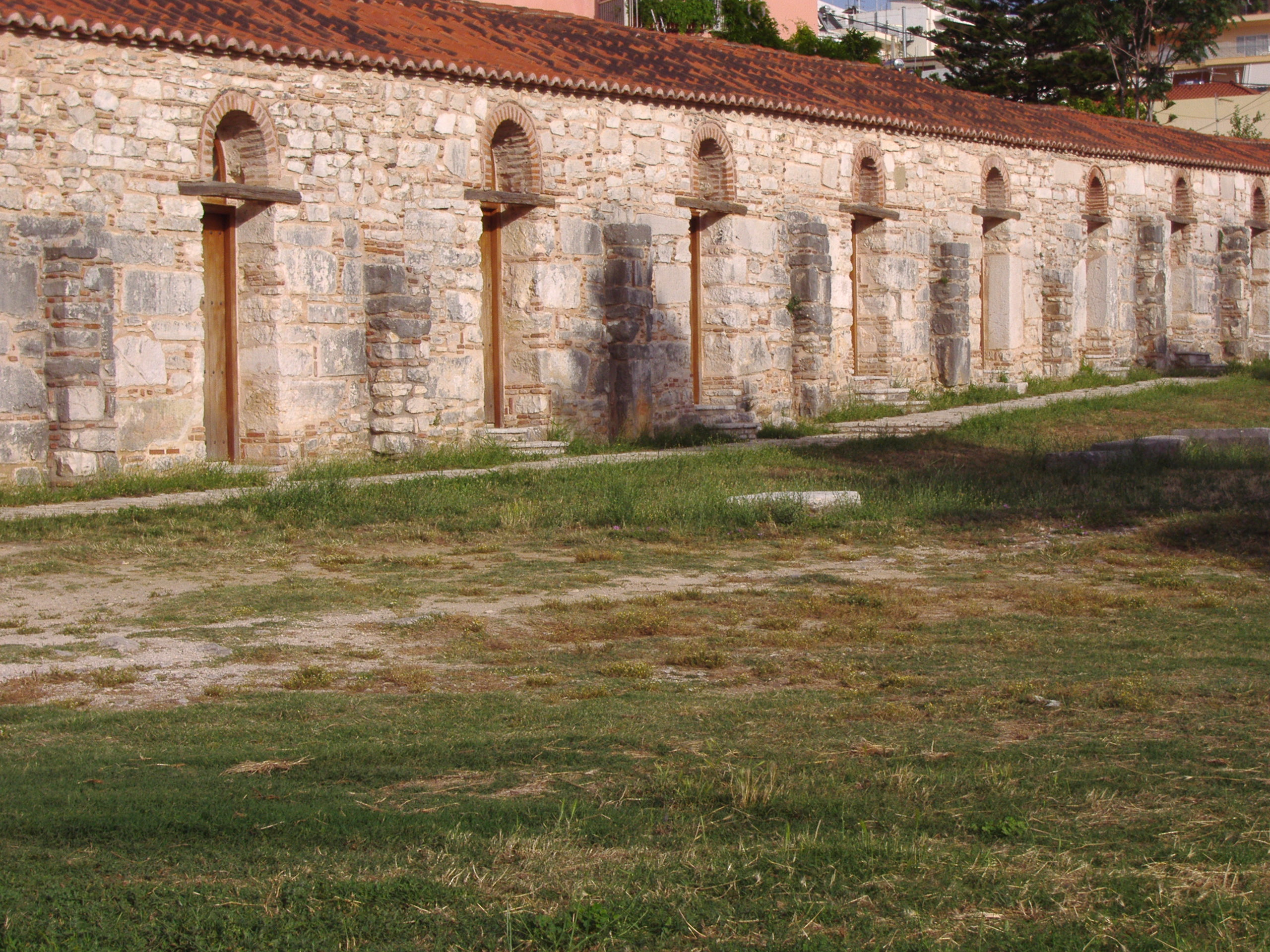
Le cloitre du monastère attenant à l’église.

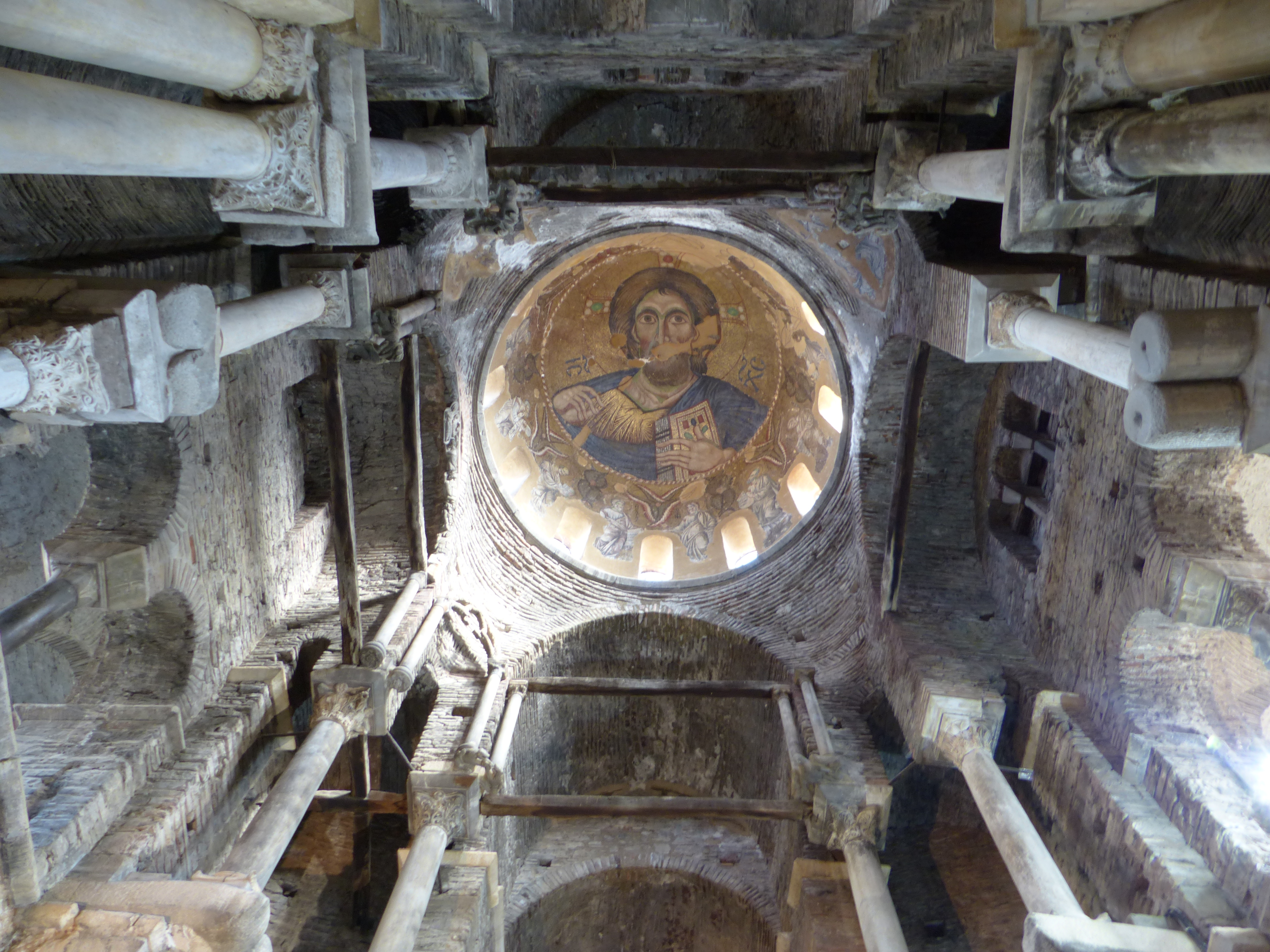
Le Christ Pantocrator dans la coupole principale de l’église.

L’extérieur de l’église se présente sous forme d’un carré à trois étages ressemblant plutôt à un palais ou à un édifice administratif. L’ensemble de pierre comprend également des strates de briques qui donnent un effet décoratif. Le toit est couronné par cinq dômes situés aux quatre coins et au milieu, ce dernier plus élevé que les quatre autres.
Le vaste intérieur, tout comme celui monastère Nea Moni de Chios, est constitué par une coupole octogonale dont le poids repose sur huit piliers dont l’alignement prend la forme d’un carré. Cette coupole est revêtue d’une vaste mosaïque représentant le Christ Pantocrator au centre entouré de séraphins et de chérubins ainsi que, plus bas entre les fenêtres du tambour, douze prophètes.
Il est d’autant plus intéressant de trouver ici une mosaïque que depuis la fin du XIIe siècle seules Constantinople et Thessalonique pouvaient se permettre des décorations aussi couteuses; on peut y voir la volonté des despotes d’Épire d’égaler les autres grandes capitales. Si cette mosaïque est typiquement d’inspiration byzantine et fut probablement réalisée par des artistes venant d’en dehors de l’Épire, des éléments occidentaux apparaissent sous forme de monstres et de représentations en relief de thèmes bibliques sur les murs intérieurs,.
On trouve également des fresques du XVIe siècle dues à un peintre du nom d’Ananias sur l’autel ainsi que d’autres fresques datant du XVIIe siècle représentant entre autres saint Pierre et saint Luc, saint Jean le Baptiste (Prodomos en grec), Hélène et Constantin, tous deux considérés comme saints dans l’Église orthodoxe, ainsi que sainte Catherine et sainte Parascève.